# Le Mesnil-Esnard
Le Mesnil-Esnard – miejscowość i gmina we Francji, w regionie Normandia, w departamencie Sekwana Nadmorska.
Według danych na rok 1990 gminę zamieszkiwały 6092 osoby, a gęstość zaludnienia wynosiła 1202 osoby/km² (wśród 1421 gmin Górnej Normandii Le Mesnil-Esnard plasuje się na 47. miejscu pod względem liczby ludności, natomiast pod względem powierzchni na miejscu 685.).